# Plimbare
Plimbare este un film românesc din 2013 regizat de Mihaela Popescu. Rolurile principale au fost interpretate de actorii Valeria Seciu, Sergiu Costache.

## Distribuție
Distribuția filmului este alcătuită din:
- Sergiu Costache — Vânzătorul
- Valeria Seciu — Doamna
- Ion Grosu